# Линия 1 (Рио-де-Жанейро)
Линия 1 (порт. Linha 1) — первая линия метрополитена Рио-де-Жанейро. Первый участок «Глориа» — «Праса Онзи» длиной 4,3 км с 5 станциями был открыт 15 марта 1979 года. Сегодня длина линии составляет 17,4 км, в её составе 20 станций, в том числе 6,3 км и 10 общих станций для неё и линии 2. Полностью подземная. Связывает между собой центральные и южные районы города. На схемах обозначается оранжевым цветом и номером 1.